# Sympetrum rufostigma
Sympetrum rufostigma är en trollsländeart som beskrevs av Newman 1833. Sympetrum rufostigma ingår i släktet ängstrollsländor, och familjen segeltrollsländor. Inga underarter finns listade i Catalogue of Life.